# Енос (гора)
Енос (грец. Όρος Αίνος) — найвища гірська вершина острова Кефалінія у Греції. Її висота становить 1628 м.
Більша частина гірського пасма має правовий статус національного парку. Схили еноса вкриває грецька ялиця (лат. Abies Cephallonica) і чорна сосна (лат. Pinus Nigra) (соснові ліси трапляються між висотами від 700 до 1200 м). У ясні дні панорама охоплює вид на захід Пелопоннесу і Етолію та острови Закінф, Лефкас та Ітаку.
В околицях Еноса не облаштовано жодного гірськолижного курорту, проте на півночі гірського пасма туристів приваблюють печери.

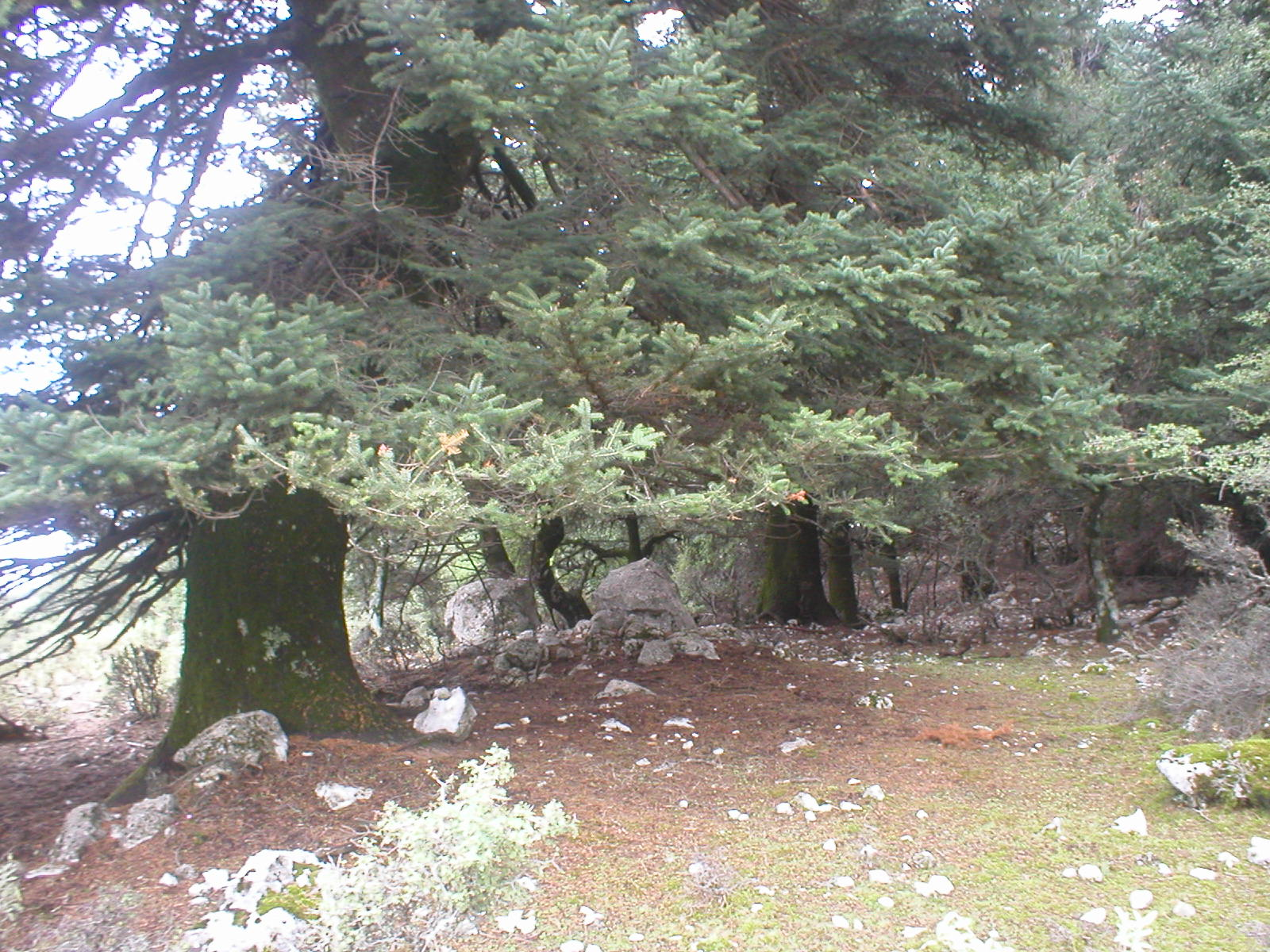
Сосновий ліс на схилі Еносу